# Nisís Kranái
Nisís Kranái är en ö i Grekland.   Den ligger i regionen Peloponnesos, i den södra delen av landet, 170 km sydväst om huvudstaden Aten.